# Relações entre Brasil e Tchecoslováquia
As relações entre Brasil e Tchecoslováquia referem-se aos laços diplomáticos, comerciais, culturais e políticos estabelecidos entre a República Federativa do Brasil e a Tchecoslováquia, país da Europa Central que existiu de 1918 até sua dissolução em 1992. Embora essas relações nunca tenham alcançado um caráter estratégico, elas foram marcadas por um diálogo diplomático constante, intercâmbio cultural significativo e momentos de cooperação comercial.
Com a divisão da Tchecoslováquia em 1993, os vínculos foram continuados separadamente com seus dois Estados sucessores: República Tcheca e Eslováquia.

## História

### Estabelecimento das relações diplomáticas
O Brasil reconheceu oficialmente a Tchecoslováquia em 1918, pouco após sua fundação, ao fim da Primeira Guerra Mundial e do desmembramento do Império Austro-Húngaro.  Em 1920, os dois países estabeleceram relações diplomáticas formais. Em 1926, o Brasil abriu uma legação diplomática em Praga, e, no mesmo período, a Tchecoslováquia instalou uma missão diplomática no Rio de Janeiro. 
Esse período foi caracterizado por um crescente interesse mútuo, com visitas oficiais, intercâmbios comerciais incipientes e cooperação no campo da educação e da cultura. 

### Segunda Guerra Mundial e reconfiguração geopolítica
Com a ocupação da Tchecoslováquia pelo regime nazista em 1939 e a subsequente criação do Protetorado da Boêmia e Morávia, as relações diplomáticas foram interrompidas. O Brasil, ao lado das potências aliadas, passou a reconhecer o governo tchecoslovaco no exílio, liderado por Edvard Beneš. 
Após a vitória aliada e a libertação da Tchecoslováquia, as relações foram retomadas. Em 1946, os dois países firmaram um acordo comercial que regulamentava trocas de mercadorias industriais, agrícolas e matérias-primas, além de prever cooperação técnica. 
No entanto, o golpe de Estado comunista de 1948, que instaurou uma república popular sob influência soviética, modificou o panorama geopolítico. O Brasil, que havia se alinhado aos Estados Unidos no pós-guerra, manteve relações diplomáticas com o regime comunista, mas dentro dos limites impostos pela Guerra Fria. 

### Guerra Fria
Durante o período de domínio comunista (1948–1989), o relacionamento bilateral foi mantido em níveis institucionais. Apesar das diferenças ideológicas, embaixadas continuaram funcionando e os laços diplomáticos não foram interrompidos. 
Em 1956, Juscelino Kubitschek, de ascendência tcheca, foi eleito presidente do Brasil. Quatro anos depois, em 1960, Brasil e Tchecoslováquia elevaram suas representações diplomáticas ao nível de embaixadas. Em 1988, o primeiro-ministro Lubomír Štrougal tornou-se o primeiro chefe de governo tchecoslovaco a visitar o Brasil. Em 1990, o presidente brasileiro Fernando Collor de Mello realizou a primeira visita oficial de um chefe de Estado do Brasil à Tchecoslováquia. 

### Fim da Tchecoslováquia e herança diplomática
Em 1 de janeiro de 1993, com o fim consensual da Tchecoslováquia, surgiram dois Estados independentes: a República Tcheca e a Eslováquia. O Brasil reconheceu ambos os países imediatamente, estabelecendo relações diplomáticas plenas com cada um, mantendo as embaixadas e dando continuidade à cooperação. 
A Embaixada do Brasil em Praga passou a representar exclusivamente os interesses com a República Tcheca, enquanto a embaixada em Bratislava, na Eslováquia, foi criada posteriormente, garantindo o vínculo com o novo Estado. 

## Cooperação técnica e científica
A Tchecoslováquia, conhecida por sua engenharia e indústria mecânica, participou de feiras industriais no Brasil, especialmente nos anos 1950 e 60. Empresas tchecas exportaram máquinas, equipamentos elétricos e tratores, enquanto o Brasil exportava produtos agrícolas, borracha, café e minério de ferro. 
Houve ainda acordos pontuais de cooperação técnica e intercâmbio acadêmico, especialmente com universidades brasileiras interessadas em modelos de urbanismo e planejamento urbano utilizados em Praga e Bratislava. 

## Diálogo cultural
Apesar do clima geopolítico da Guerra Fria, a cultura tcheca e eslovaca teve presença no Brasil, especialmente por meio de apresentações de grupos folclóricos, exposições de arte e colaborações universitárias.  Em 1968, a Primavera de Praga, tentativa de liberalização do regime comunista liderada por Alexander Dubček, repercutiu na opinião pública brasileira e em círculos diplomáticos, mas não resultou em mudança oficial na postura do Brasil, que manteve o princípio de não intervenção. 

## Comunidade tcheco-eslovaca no Brasil
Desde o século XIX, o Brasil recebeu imigrantes oriundos das terras tchecas e eslovacas, em menor número do que outras comunidades europeias, mas com presença notável nos estados do Sul, como Paraná e Rio Grande do Sul. Esses imigrantes contribuíram para a agricultura, o artesanato e a formação de comunidades católicas e protestantes. 